# 窓開山
窓明山（まどあけやま、まどあけさん）は、福島県南会津郡檜枝岐村字駒ケ岳にある標高1,842mの山。